# Armadillidium pictum
Espèce
Classification phylogénétique
- Mandibulates
  - Myriapodes
  - Pancrustacés
    - Rémipèdes
    - Céphalocarides
    - Maxillopodes
    - Branchiopodes
    - Malacostracés
      - Eumalacostracés
        - Peracarides
          - Isopodes
            - Asellota
            - Calabozoidea
            - Cymothoida
            - Limnoriidea
            - Oniscidea
              - Armadillidiidae
                - Alloschizidium
                - Armadillidium
                  - Armadillidium pictum
                  - Armadillidium vulgare

                - Ballodillium
                - Cristarmadillidium
                - Cyphodillidium
                - Echinarmadillidium 
                - Eleoniscus
                - Eluma
                - Paxodillidium
                - Platanosphaera
                - Schizidium
                - Trichodillidium
                - Troglarmadillidium
                - Typhlarmadillidium

            - Phoratopidea
            - Phreatoicidea
            - Sphaeromatidae
            - Tainisopidea
            - Valvifera

    - Hexapodes

Synonymes
- Armadillidium garumnicum[1]
- Armadillidium grubei[1]
- Armadillidium rhenanum[1]

Armadillidium pictum est une espèce de cloporte rencontré en Europe à l'exception du Bassin méditerranéen et du Sud-Ouest de l'Europe. Au Royaume-Uni, il a été observé seulement sur quelques sites, ce qui en fait le « cloporte le plus rare de Grande-Bretagne ». Ces sites, dans les régions de Cumbria et de Powys, étant éloignés de toute habitation humaine, suggèrent que cette espèce est originaire de ces régions et n'a pas été introduite.
A. pictum est principalement une espèce forestière et peut être rencontré sous des écorces lâches, dans du bois en décomposition ou encore à plusieurs mètres enfoui dans le sol. Il ressemble beaucoup à A. pulchellum mais est d'une couleur plus sombre avec des marbrures moins marquées qui sont organisées en ligne le long du corps. Il est aussi légèrement plus grand que A. pulchellum, généralement d'une taille de 9 mm de long.